# Giorgio Pàstina
Giorgio Pàstina (* 1905 in Andria; † 1956 in Rom) war ein italienischer Filmregisseur und Drehbuchautor.

## Leben
Pàstina schloss in Literatur und Philosophie ab und widmete sich zunächst einige Zeit der Lehre; in der Folge kam er in Leitungspositionen der Unterhaltungsindustrie, die ihn in Kontakt zur Filmwelt brachte. Dort war er von 1942 an (anfangs für Camillo Mastrocinque, später auch für Mario Camerini, Guido Brignone und seinen ehemaligen Kollegen bei der Zensurkommission Esodo Pratelli) als Drehbuchautor tätig und inszenierte bereits im Jahr darauf mit Enrico IV seinen ersten Spielfilm nach dem gleichnamigen Drama Luigi Pirandellos. Ab 1946 drehte Pàstina regelmäßig Filme, die den Publikumsgeschmack trafen und handwerklich ordentlich, aber kaum herausragend sind. Bemerkenswert unter seinen sechzehn Arbeiten sind Le vie del peccato (mit einer frühen angedeuteten Nacktszene von Hauptdarstellerin Jacqueline Laurent), die brillante Komödie Agenzia matrimoniale nach Eduardo Scarpetta sowie der mit Gino Cervi in der Titelrolle glänzend gespielte Il cardinale Lambertini nach Alfredo Testoni, eine von mehreren Verfilmungen des Stoffes. Nach mehreren Werken aus dem neapolitanischen Milieu starb Pàstina mit nur 50 Jahren.

## Filmografie (Auswahl)
Regie
- 1943: Enrico IV (& Drehbuch)
- 1946: Le vie del peccato
- 1949: Ich war eine Sünderin (Ho sognato il paradiso) (& Drehbuch)
- 1950: Zwischen Liebe und Laster (Alina) (& Drehbuch)
- 1954: So geht’s im Leben (Questa è la vita) (eine Episode, & Drehbuch)
- 1955: Una sera di maggio

Drehbuch
- 1942: Fürstin Fedora (Fedora)